# 天主教切法卢教区
天主教切法盧教區（拉丁語：Dioecesis Cephaludensis）是天主教會在義大利的一個教區。屬巴勒莫總教區。
教區的名字出現於680年，而第一位有文獻記載的主教出現於君士坦丁堡第四次大公會議之中。穆斯林時代被撤銷，1131年9月4日由對立教宗重新設立，直到1157年才獲聖座承認。1844年5月20日劃歸巴勒莫總教區管轄。
教區包括巴勒莫省東部廿四市。2006年有教友111,200人，佔轄區總人口98.2%。教區下轄五十三個堂區，有九十八名司鐸。現任教區主教為味噌爵·曼澤拉。